# Nanaia Mahuta
Nanaia Cybelle Mahuta  (21 de agosto de 1970) é uma política neozelandesa, atual deputada por Hauraki-Waikato. Ocupou os lugares de Ministra para o Desenvolvimento Māori e Ministra do Governo Local no Sexto Governo Trabalhista desde 2017. Em novembro de 2020, foi nomeada como Ministra dos Negócios Estrangeiros, sendo a primeira mulher a ocupar esse cargo.
Mahuta foi ministra durante o Quinto Governo Trabalhista, servindo então como Ministra da Alfândega, Ministra do Governo Local, Ministra para o Desenvolvimento da Juventude, Ministra Associada do Ambiente e Ministra Associada do Turismo.
Com raízes māori, Mahuta tem ligações ao Movimento Real Māori, filha de Sir Robert Mahuta (filho adotivo do Rei Korokī e a irmã mais velha da Rainha Te Atairangikaahu. Em 2016, converteu-se na primeira parlamentar a usar uma moko no parlamento neozelandês. Em 2018 foi listada como uma das 100 mulheres da BBC.